# Los Chinchillas
Pour les articles homonymes, voir Chinchilla (homonymie).
Les Chinchillas
L'eau-forte Los Chinchillas (en français Les Chinchillas) est une gravure de la série Los caprichos du peintre espagnol Francisco de Goya. Elle porte le numéro 50 dans la série des 80 gravures. Elle a été publiée en 1799.

## Interprétations de la gravure
Il existe divers manuscrits contemporains qui expliquent les planches des Caprichos. Celui qui se trouve au Musée du Prado est considéré comme un autographe de Goya, mais semble plutôt chercher à dissimuler et à trouver un sens moralisateur qui masque le sens plus risqué pour l'auteur. Deux autres, celui qui appartient à Ayala et celui qui se trouve à la Bibliothèque nationale, soulignent la signification plus décapante des planches.
- Explication de cette gravure dans le manuscrit du Musée du Prado :
El que no oye nada, ni sabe nada, pertenece a la numerosa familia de los Chinchillas, que nunca ha servido para nada.
(Celui qui n'entend rien, ne sait rien, appartient à la nombreuse famille des Chinchillas, qui n'a jamais servi à rien)[4].

- Manuscrit de Ayala :
Los necios preciados de nobles se entregan a la haraganería y superstición, y cierran con candados su entendimiento, mientras los alimenta groseramente la ignorancia.
(Les sots appréciés des nobles se livrent à la fainéantise et à la superstition, et ferment leur intelligence avec des cadenas, pendant que les alimente grossièrement l'ignorance)[4].

- Manuscrit de la Bibliothèque nationale :
Los necios preciados de nobles siempre están con su executoria[5] al pecho, reclinados desidiosamente, rezando como unos fanáticos el rosario y bostezando. La ignorancia los alimenta groseramente y tienen su entendimiento cerrado a candado.
(Les sots appréciés des nobles sont toujours avec leur titre de noblesse sur la poitrine, inclinés mollement, récitant le rosaire comme des fanatiques et baillant. L'ignorance les alimente grossièrement et ils ont l'intelligence fermée par un cadenas)[4].

## Technique de la gravure

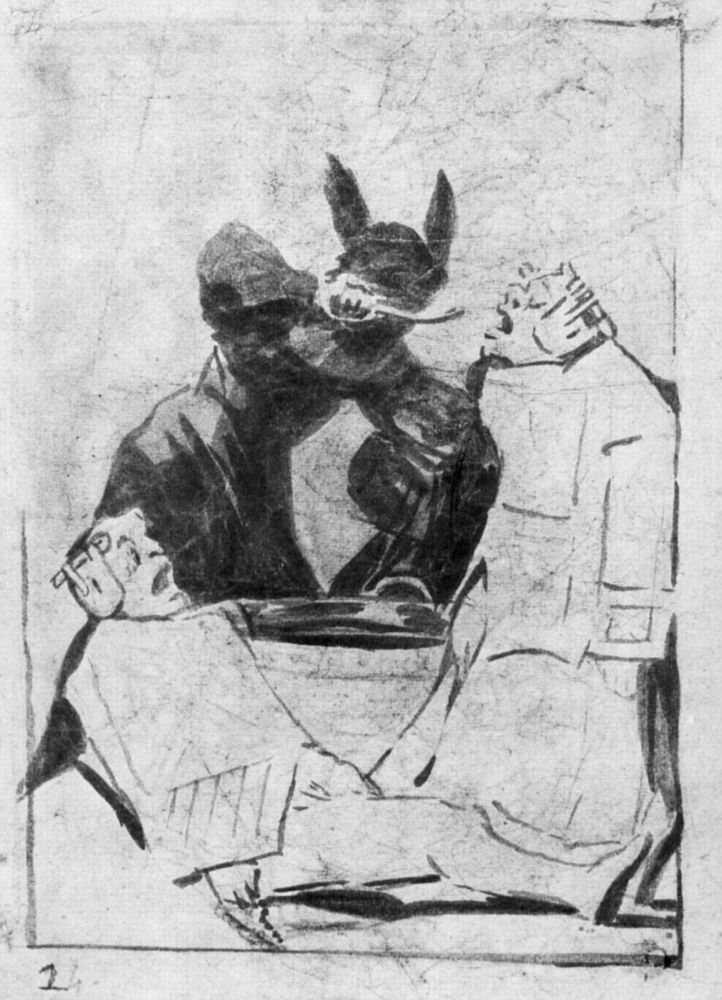
Dessin préparatoire.

L'estampe mesure 204 × 149 mm sur une feuille de papier de 306 × 201 mm.
Goya a utilisé l'eau-forte, l'aquatinte et le burin.
Le premier dessin préparatoire est à la sanguine. Dans le coin inférieur gauche du support principal, au crayon est écrit 14. Le premier dessin préparatoire mesure 197 × 143 mm.
Le second dessin préparatoire est à l'encre de noix de galle. Il porte le titre de « Sueño 17 (?). La enfermedad de la razon ». Le second dessin préparatoire mesure 235 × 161 mm. Il porte les inscriptions : dans la marge inférieure, au crayon: Pesadilla soñando qe. no me podia dispertar ni desen- / rredar de mi nobleza en donde bi [a unos] nobles mons- / truos con la misma enfermedad (Cauchemar que je n'ai pu éloigner et démêler de ma noblesse, et que j'ai vu chez quelques nobles monstrueux avec la même maladie). Superposée à cette annotation, à la plume: La enfermedad de la razon. Dans la marge inférieure gauche, au crayon: “76”.

## Catalogue
- Numéro de catalogue G02138 de l'estampe au Musée du Prado.
- Numéro de catalogue D03950 du premier dessin préparatoire au Musée du Prado.
- Numéro de catalogue D03924 du second dessin préparatoire au Musée du Prado.